# 살만 알 파르시

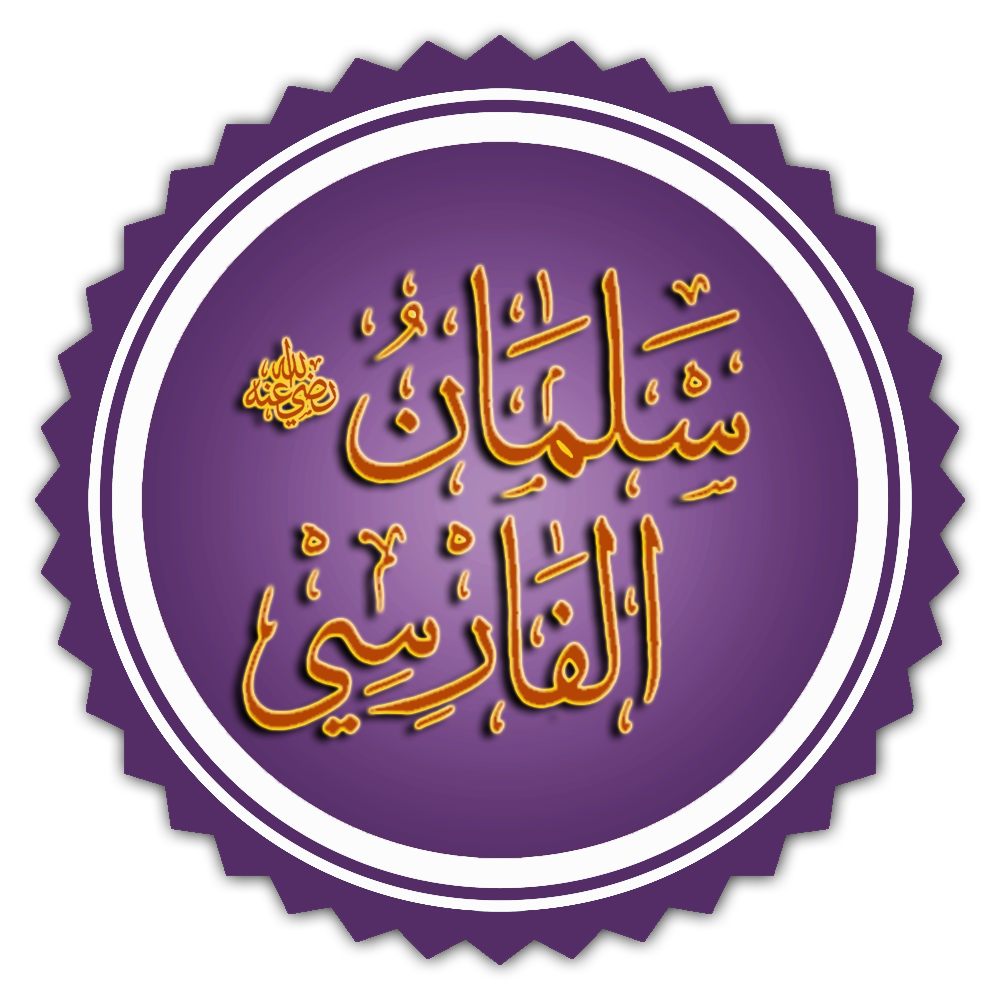

살만 알 파르시(Salman al-Farsi)는 이슬람의 예언자 무함마드의 동반자이자 이슬람교로 개종한 최초의 페르시아인이다. 이슬람의 예언자 무함마드와 정통 칼리파 우마르, 우스만을 위해 일했다. 사산 제국의 초기 무슬림 정복에 참가했고 크테시폰의 통치자 역할을 맡았다.
조로아스터교인으로 성장한 그는 기독교로 개종했다가 이후 무함마드를 만나 뒤 이슬람교인이 되었다. 개종 이후 그의 이름은 로제브에서 살만으로 바뀌었다.